# Judo na Letnich Igrzyskach Paraolimpijskich 2000
Judo było jedną z dziewiętnastu dyscyplin rozgrywanych podczas Letnich Igrzyskach Paraolimpijskich 2000 w Sydney. Rywalizacja o medale paraolimpijskie odbywała się w siedmiu kategoriach wagowych.

## Medaliści

### Mężczyźni
| Konkurencja          | Złoto                    | Srebro               | Brąz                             |
| 60 kg (szczegóły)    | Sergio Arturo Perez      | Wenjamin Mitczourine | José Carlos Ruiz Lee Ching-chung |
| 66 kg (szczegóły)    | Satoshi Fujimoto         | David García         | Marlon Lopez Oleg Czabaczow      |
| 73 kg (szczegóły)    | Stephan Moore            | Cui Baoji            | Pier Morten Gerald Rollo         |
| 81 kg (szczegóły)    | Rafael Cruz Alonso       | Sebastien Le Meaux   | Gabor Vincze Simon Jackson       |
| 90 kg (szczegóły)    | Antônio Tenório Da Silva | Brett Lewis          | David Guillaume An Yu-sung       |
| 100 kg (szczegóły)   | Walter Hanl              | Grigorij Sznejderman | Men Runming Yoshikazu Matsumoto  |
| + 100 kg (szczegóły) | Kevin Szott              | Rafael Moreno        | Eiji Miyauchi Martin Osewald     |

### Tabela medalowa
| Miejsce | Państwo           | Złoto | Srebro | Brąz | Razem |
| ------- | ----------------- | ----- | ------ | ---- | ----- |
| 1       | Stany Zjednoczone | 2     | 1      | 1    | 4     |
| 2       | Kuba              | 2     | 0      | 0    | 2     |
| 3       | Japonia           | 1     | 0      | 2    | 3     |
| 4       | Austria           | 1     | 0      | 0    | 1     |
| 4       | Brazylia          | 1     | 0      | 0    | 1     |
| 6       | Hiszpania         | 0     | 2      | 1    | 3     |
| 6       | Rosja             | 0     | 2      | 1    | 3     |
| 8       | Francja           | 0     | 1      | 2    | 3     |
| 9       | Chiny             | 0     | 1      | 1    | 2     |
| 10      | Chińskie Tajpej   | 0     | 0      | 1    | 1     |
| 10      | Kanada            | 0     | 0      | 1    | 1     |
| 10      | Niemcy            | 0     | 0      | 1    | 1     |
| 10      | Wielka Brytania   | 0     | 0      | 1    | 1     |
| 10      | Węgry             | 0     | 0      | 1    | 1     |
| 10      | Korea Południowa  | 0     | 0      | 1    | 1     |
|         | Razem             | 7     | 7      | 14   | 28    |